# Karl Hecht (Physiker)
Karl Hecht (* 17. November 1903 in Hannover; † 24. November 1994) war ein deutscher Physik-Didaktiker.
Hecht studierte nach seiner Reifeprüfung in Göttingen (1923) von 1923 bis 1928 an der Universität Göttingen Experimentalphysik und promovierte dort 1930 mit einer Arbeit Über lichtelektrische Untersuchungen an Alkalihalogenidkristallen. Er forschte an den Universitäten Bonn (1928–1930) und Göttingen (1930–1934) und ging 1934 in die Industrie, wo er zunächst von 1935 bis 1938 als Abteilungsleiter bei Heräus Quarzglas GmbH in Hanau tätig war, danach von 1938 bis 1945 Laborleiter bei der Electroacustic (Elac) in Kiel und von 1946 bis 1956 Prokurist und Abteilungsleiter bei der Firma Leybold in Köln, die auch physikalische Unterrichtsgeräte herstellte.  Er war in den Jahren von 1963 bis 1966 Gründer des Instituts für Pädagogik der Naturwissenschaften (IPN) an der Universität Kiel,  dem er als erster Direktor bis 1972 vorstand. Außerdem wirkte er von 1965 bis 1972 als Honorarprofessor für Physik an der Christian-Albrechts-Universität zu Kiel.
Im Jahre 1975 wurde Karl Hecht das Bundesverdienstkreuz am Bande verliehen, 1981 erhielt er den Robert-Wichard-Pohl-Preis.

## Schriften
- Beiträge zur naturwissenschaftlich-technischen Fachdidaktik, Beltz, Weinheim 1977
- Meine Erinnerungen an die Vor- und Frühgeschichte des IPN. IPN, Kiel 1986.